# Sant'Orsola della Pietà

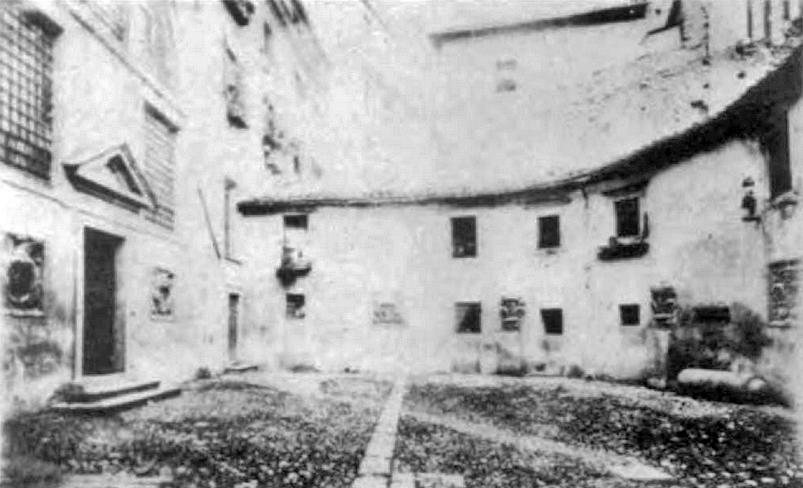
Sant'Orsola (à esquerda) antes da demolição (1888).

Sant'Orsola della Pietà, conhecido também como Oratorio dei Fiorentini e Oratorio della Pietà, era uma igreja paroquial de Roma que costumava ficar onde hoje está a extremidade oeste do Corso Vittorio Emanuele II, no rione Ponte, bem perto da Ponte Vittorio Emanuele II. Era dedicada a Santa Úrsula.

## História
Esta igreja está mencionada na obra Mirabilia Urbis Romae, um guia para peregrinos de 1184, no qual se afirma que ela seria a "secretaria de Nero", uma identificação completamente fantasiosa. Escavações no local revelaram o que se acredita ter sido a "Escola dos Quindecênviro dos fatos sagrados" (em latim: "Schola quindecimvirum sacris faciundis"), que eram oficiais da antiga religião romana responsáveis pelos "Jogos Seculares" (em latim: "Ludi Saeculares"). Numa bula emitida pelo papa Urbano III em 1186, por volta da mesma época do guia, ela é chamada de Sancto Urso in Ponte, por causa da proximidade da Ponte Sant'Angelo. Nesta altura, a igreja já era uma igreja paroquial havia muito tempo, dependente da basílica de San Lorenzo in Damaso. A igreja foi mencionada também no Catalogo di Cencio Camerario, uma lista compilada por Cencio Savelli em 1192, com o nome de Sco. Urso.

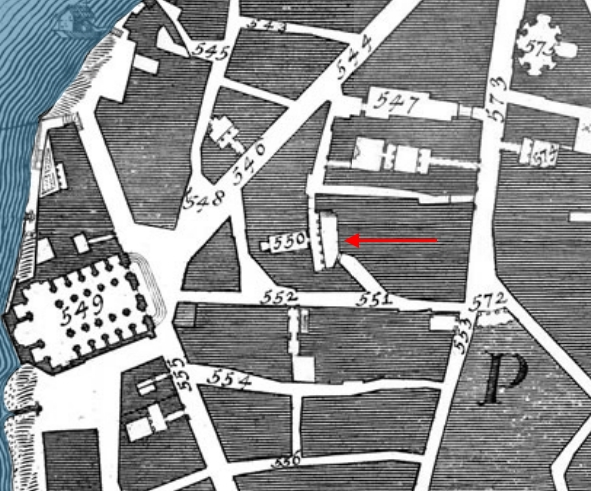
Mapa de Nolli (1748). A igreja está no número 550. A grande igreja no número 549 é San Giovanni dei Fiorentini.

Em seguida, ela aparece no Catalogo di Torino (c. 1320), no qual se nota que havia três "monges negros encarregados", provavelmente uma referência os beneditinos; outra possibilidade são frades servitas. No século XV, o nome da igreja foi alterado para Santa Ursula, provavelmente porque "São Urso" era pouco conhecido e este tipo de confusão era muito comum na época. Este São Urso provavelmente era um missionário irlandês que foi bispo de Aosta no século VI, embora outro São Urso tenha sido bispo de Ravena no final do século IV. 
Segundo Mariano Armellini, o papa Gregório IV a emancipou de Santo Stefano del Ponte em 1444Um catálogo de 1492 listou a igreja como Sancti Ursi alias Ursulae e, em 1555, ela já era simplesmente chamada de Sanctae Ursulae. O papa Clemente VII Médici a cedeu à Arciconfraternita della Pietà, uma arquiconfraternidade fundada em 1448 por comerciantes florentinos para tratar dos afligidos pela peste, que passou a utilizar a igreja como oratório. A irmandade, que anteriormente já havia se estabelecido nas igrejas de Santa Lucia Vecchia ad Flumen, San Salvatore in Lauro e San Pantaleo Affine, realizou uma ampla reforma e transformou a igreja em um oratório, onde, entre outros, pregou São Filipe Néri. Giovanni Pierluigi da Palestrina e Giovanni Animuccia.
Apesar disto, a igreja foi demolida quando o Corso Vittorio Emanuele II, a Via Acciaioli e a Ponte Principe Amedeo foram construídas em 1886/1888.

## Descrição
Antes da construção das novas vias, a igreja ficava escondida em pequenas vielas entre a via que é hoje chamada de Via Paola e o Vicolo del'Oro, que corria para o leste a partir de San Giovanni dei Fiorentini. A melhor forma de chegar a ela era através da primeira, ao lado do Palazzo Niccolini, que seguia para o sul e se alargava até desembocar numa área retangular no sentido norte-sul. Uma arcada, neste mesmo sentido, dividia esta área em dois pátios e a entrada da igreja ficava bem no meio do lado oeste do pátio oeste. Atualmente, o espaço ocupado pela antiga igreja está coberto por um grande edifício alaranjado que abriga a Taverna Giulia (2018) na Via Accaioli, um pouco para oeste do ponto de ônibus.
A planta era retangular com uma pequena abside quadrada. As paredes internas não tinham pilastras e, aparentemente, não havia capelas e nem altares laterais. Apesar da simplicidade arquitetônica, o interior era ricamente decorado. Havia afrescos de Girolamo Siciolante da Sermoneta nas paredes, de [[Taddeo Zuccari] no teto e a peça de altar era de também de Siciolante. Fragmentos destes afrescos estão preservados no Museo di Roma. Na igreja estava também uma pequena escultura do jovem São João Batista que hoje pode ser admirada em San Giovanni dei Fiorentini.